# 長野卓
長野 卓 （ながの たかし、1927年12月22日 - 1998年4月4日）は日本の映画監督、脚本家。

## 略歴
静岡県浜松市生まれ。1947年に日本大学を卒業。1950年、東宝で助監督を務め、映画監督に就任した。1960年代と1970年代に多くのテレビシリーズを監督した。
1998年4月4日、東京都で肺梗塞のため死去。

## 監督
- 鉄腕投手　稲尾物語 (1959年, 東宝)
- 野獣死すべし (1959年, 東宝)
- 電送人間  (1960年, 東宝)
- 情無用の罠  (1961年, 東宝)
- 女難コースを突破せよ (1962年, 東宝)
- 吼えろ脱獄囚 (1962年, 東宝)
- ニッポン無責任時代  (1962年, 東宝)
- にっぽん実話時代 (1963年, 東宝)
- ハワイの若大将  (1963年, 東宝)
- のら犬作戦  (1963年, 東宝)
- 国際秘密警察　虎の牙  (1964年, 東宝)
- 血とダイヤモンド  (1964年, 宝塚映画)
- 暗黒街全滅作戦  (1965年, 東宝)
- 香港の白い薔薇  (1965年, 東宝=台湾省電影)
- 大冒険  (1965年, 東宝=渡辺プロ)
- 日本一のゴリガン男 (1966年, 東宝=渡辺プロ)
- 日劇「加山雄三ショー」より　歌う若大将 (1966年, 東宝)
- 怪獣島の決戦　ゴジラの息子 (1967年, 東宝)
- １００発１００中　黄金の眼  (1968年, 東宝)
- 連合艦隊指令長官　山本五十六  (1968年, 東宝)
- レインボーマン　殺人プロフェッショナル  (1973年, 東宝=ＮＥＴ)

## 脚本
- 日劇「加山雄三ショー」より　歌う若大将  (1966年, 東宝)
- 奇々怪々俺は誰だ？！  (1969年, 東宝=渡辺プロ)